# Papuoneanias lobatus
Papuoneanias lobatus är en insektsart som först beskrevs av Brunner von Wattenwyl 1888.  Papuoneanias lobatus ingår i släktet Papuoneanias och familjen Gryllacrididae. Inga underarter finns listade i Catalogue of Life.